# Сульфат натрия-калия
Сульфат натрия-калия — неорганическое соединение,
двойная соль калия, натрия и серной кислоты с формулой KNaSO4,
бесцветные кристаллы,
растворяется в воде.

## Получение
- Медленное выпаривание подкисленных растворов сульфатов натрия и калия (соотношение 2:1 по массе):

{\displaystyle {\mathsf {Na_{2}SO_{4}+K_{2}SO_{4}\ {\xrightarrow {42^{o}C}}\ 2KNaSO_{4}}}}

## Физические свойства
Сульфат натрия-калия образует бесцветные кристаллы
тригональной сингонии,
пространственная группа P 3m1,
параметры ячейки a = 0,56066 нм, c = 0,7177 нм, Z = 2.
Растворяется в воде.
Кристаллы сульфата натрия-калия, легированные переходными и редкоземельными металлами, являются люминофорами.